# Game-on
Game-on var ett spelprogram som visades på TV400 och TV4 Plus. Programledarna hette Ann Lindqvist, Moa Alsén och Eva Nazemson även Marie Picasso var programledare för programmet. Programmet producerades av produktionsbolaget 2waytraffic